# 渡邉康行
渡邉 康行（わたなべ やすゆき、1957年 - ）は、日本の法学者。専門は憲法。学位は、法学博士（東京大学・論文博士・1989年）（学位論文「憲法と「憲法理論」の対話-憲法解釈方法論と憲法裁判論の交錯する場で-」）。茨城県出身。九州大学教授等を経て、一橋大学名誉教授。大阪経済法科大学法学部教授。樋口陽一門下。

## 経歴

### 学歴
学歴は以下の通り。
- 1976年03月 - 茨城県立土浦第一高等学校卒業
- 1981年03月 - 東北大学法学部法学科卒業
- 1983年03月 - 東京大学大学院法学政治学研究科公法専攻修士課程修了
- 1988年09月 - 東京大学大学院法学政治学研究科公法専攻博士課程単位取得満期退学
- 1989年03月 - 法学博士（東京大学）。学位論文「憲法と「憲法理論」の対話-憲法解釈方法論と憲法裁判論の交錯する場で-」

### 職歴
職歴は以下の通り。
- 1988年10月 - 金沢大学法学部助教授
- 1994年04月 - 千葉大学法経学部助教授
- 1998年10月 - 千葉大学法経学部教授
- 2001年08月 - ミュンヘン大学（ドイツ連邦共和国）法学部客員研究員（2003年4月まで）
- 2003年10月 - 九州大学大学院法学研究院教授
- 2010年04月 - 一橋大学大学院法学研究科教授
- 2021年04月 - 一橋大学大学院法学研究科特任教授、一橋大学名誉教授[5]
- 2023年04月 - 大阪経済法科大学教授[6]

## 著作
- 『ホーンブック憲法』（北樹出版・共著）
- 『事例研究　憲法』（日本評論社・木下智史,村田尚紀と共著）
- 『憲法事例演習教材』（有斐閣・渋谷秀樹,大沢秀介,松本和彦と共著）
- 『岩波講座憲法〈1〉立憲主義の哲学的問題地平』（岩波書店・共著）
- 『憲法Ⅰ　基本権』（日本評論社・宍戸常寿,松本和彦,工藤達朗と共著）
- 『憲法Ⅱ　総論・統治』（日本評論社・宍戸常寿,松本和彦,工藤達朗と共著）